# Lju Bej
Lju Bej (, mandarinska izgovarjava [ljǒʊ pêɪ],  kitajsko 劉備) z vljudnostnim imenom Šuande (kitajsko 玄德) je bil kitajski vojskovodja v pozni dinastiji Vzhodni Han, ki je kasneje postal ustanovitelj in cesar Šu Hana, enega od kitajskih kraljestev v obdobju treh kraljestev, * 161, † 10. junij 223.
Bil je daljni sorodnik cesarske družine Han, zaradi očetove smrti, ko je bil Lju Bej še otrok, pa je njegova družina obubožala. Da bi pomagal materi, je prodajal čevlje in slamnike. Ko je dopolnil petnajst let, ga je mati poslala študirat k Lu Džiju, zgodovinarju, generalu, filozofu in politiku iz Vzhodnega Hana. Lju Bej je bil v mladosti znan kot ambiciozen in karizmatičen fant. Zbral je vojsko milic za boj proti rumenim turbanom, se pogumno boril v mnogo bitkah in zaslovel s svojimi podvigi. Kasneje je sodeloval v koaliciji proti Dong Džuoju in se nato pridružil svojemu prijatelju iz otroštva Gongsun Dzanu in se pod njegovim vodstvom boril proti Juan Šau. 
Kasneje so ga poslali na pomoč Tao Čjanu v vojni proti Cao Cau. S podporo vplivnih družin Mi in Čen in Tao Čjanovo oporoko je  podedoval provinco Šu. Po porazu proti Cao Cau se mu je pridružil Li Bu, ki je nato izkoristil Lju Bejevo odsotnost in zavzel provinco Šu. Kasneje se je Lju Bej pridružil Cao Cau in skupaj z njim premagal Li Buja v bitki pri Šjapiju. Čeprav je Cao Cao z njim dobro ravnal, je Lju Bej dobil cesarjev tajni ukaz, naj Cao Caa ubije. 
Lju Bej se je kasneje Cao Cau uprl, ker je zasedel njegovo provinco Šu, a je bil hitro premagan in se je moral pridružiti Juan Šau. Slednji ga je poslal v Cao Caovo zaledje netit upore, kasneje pa se je pridružil svojemu sorodniku Lju Bjau.  Lju Bjao je z njim lepo ravnal, vendar je podvomil v njegovo zvestobo, zato ga je poslal v Šinje, da služi kot ščit pred Cao Caom. Tako kot Tao Čjan je tudi Lju Bjao želel, da bi Lju Bej in ne njegovi sinovi podedoval njegovo provinco, vendar je Lju Bej to zavrnil. Po Lju Bjaovi smrti so se Lju Bej in njegovi podporniki pridružili Lju Čiju v Šjakovu, kjer so se povezali s Sun Čuanom in se skupaj z njm zoperstavili Cao Cau v bitki pri Rdečih pečinah. 
Po Cao Caovem porazu v bitki pri Rdečih pečinah je Lju Bej hitro prevzel nadzor nad večino province Džing in se nato poročil s Sun Čuanovo sestro. Sun Čuan je nato priznal legitimnost Liu Bejeve oblasti v provinci Džing in se strinjal, da mu "posodi" poveljstvo Nan. Lju Bej se je kasneje s svojo vojsko pridružil svojemu drugemu sorodniku Lju Džangu v njegovi vojni proti vojskovodji Džang Luju. Lju Bej je nato po nasvetu svojih svetovalcev izdal Lju Džanga in mu zasegel provinco Ji. Sledil je niz spopadov s Sun Čuanom, ko se je Cao Cao približal provinci Ji, pa je pol province Džing prepustil  Sun Čuanu in s svojo vojsko napadel Šjahov Juana v Handžongu in ga zavzel. Po zmagi se je razglasil za kralja Handžonga in za svoj sedež izbral Čengdu. Kmalu zatem je njegovega glavnega generala Guan Juja ubil Lju Bejev "zaveznik" Sun Čuan in zavzel preostanek province Džing. Lju Bej je bil besen in je potem, ko se je razglasil za cesarja, da bi izzval Cao Pija, svojo vojsko povedel proti nekdanjemu zavezniku. Sprva je dosegel nekaj uspehov, potem pa je bil ustavljen in nazadnje poražen. Osramočen zaradi neuspeha se ni nikoli vrnil v Čengdu in se je naselil v Bajdičengu,  kjer je živel do svoje smrti eno leto kasneje. Svojega dediča Lju Šana je pozval, naj ga ne posnema in naj bo raje čim bolj kreposten. Pred smrtjo je za sinovega svetovalca za notranje zadeve imenoval Džuge Ljanga, za vojaške zadeve pa Li Jana. 
Lju Bej je kljub zgodnjim neuspehom in pomanjkanju materialnih virov in družbenega položaja, ki so ga imeli njegovi tekmeci, zbral podporo med razočaranimi lojalisti Hana, ki so nasprotovali Cao Cau, vojskovodji, ki je nadziral centralno vlado Hana, in cesarju Šjanu ter vodil ljudsko gibanje za obnovo dinastije Han. Lju Bej je premagal številne neuspehe, da bi ustvaril lastno kraljestvo, ki je na vrhuncu obsegalo današnji Sečuan, Čongčing, Guidžov, Henan ter dele Hubeja in Gansuja. 
Kulturno gledano Lju Bej zaradi priljubljenosti zgodovinske Romance treh kraljestev, zgodovinskega romana o treh kraljestvih iz 14. stoletja, na splošno velja za idealnega dobrohotnega in humanega vladarja, ki je skrbel za svoje ljudstvo in izbral dobre svetovalce za svojo vlado. Njegov izmišljeni dvojnik v romanu je bil zveličaven primer vladarja, ki se je držal konfucijanskega nabora moralnih vrednot, kot sta zvestoba in sočutje. Zgodovinsko gledano je bil Lju Bej, tako kot mnogi vladarji Hana, pod velikim vplivom Laodzija. Bil je sijajen politik in voditelj, čigar spretnost je bila izjemen dokaz "konfucijanske, po vsebini pa legalistične drže". 